# Waldbrunn (Bawaria)
Waldbrunn – miejscowość i gmina w Niemczech, w kraju związkowym Bawaria, w rejencji Dolna Frankonia, w regionie Würzburg, w powiecie Würzburg. Leży około 10 km na południowy zachód od Würzburga, przy autostradzie A3 i  drodze B8.

## Demografia
| Rok  | Liczba mieszk. |
| ---- | -------------- |
| 1970 | 1129           |
| 1987 | 2061           |
| 2000 | 2566           |
| 2005 | 3557           |

## Oświata
(na 1999)

W gminie znajduje się 125 miejsc przedszkolnych (z 95 dziećmi).